# Våge
Våge is een plaats in de Noorse gemeente Tysnes, provincie Vestland. Våge telt 515 inwoners (2007) en heeft een oppervlakte van 0,92 km².